# Knollen-Seerose
Die Knollen-Seerose (Nymphaea tuberosa) ist eine Pflanzenart aus der Gattung der Seerosen (Nymphaea) in der Familie der Seerosengewächse (Nymphaeaceae). Sie wird von manchen Autoren auch als Unterart Nymphaea odorata subsp. tuberosa (Paine) Wiersma & Hellquist von Nymphaea odorata angesehen.   

## Beschreibung
Die Knollen-Seerose ist eine ausdauernde krautige Pflanze. Diese Wasserpflanze wächst in Wassertiefen von mehr als 40 Zentimeter. Das Rhizom hat knollenartige und sich leicht ablösende Seitensprossen. Der Blattstiel hat oft braunrote Längsstreifen. Die Schwimmblattspreite hat einen Durchmesser von 12 bis 38 Zentimeter, ist unterseits grün und hat zugespitzte Basallappen. 
Die einzeln stehende, zwittrige Blüte weist einen Durchmesser 10 bis 23 Zentimeter auf und schwimmt oder ragt bis zu 15 Zentimeter aus dem Wasser empor. Es sind etwa 20 Kronblätter vorhanden. Die Narbenscheibe hat ungefähr 14 Strahlen.
Die Blütezeit reicht von Juni bis August.

## Vorkommen
Die Knollen-Seerose kommt im warmgemäßigten bis gemäßigten östlichen und mittleren Nordamerika in Seen, Teichen und langsam fließenden Gewässern in Höhenlagen von 100 bis 400 Meter vor. Sie ist von den kanadischen Provinzen Ontario, Quebec sowie Manitoba bis zu den nordöstlichen bis nördlichzentralen USA verbreitet.

## Nutzung
Die Knollen-Seerose wird selten als Zierpflanze in Gartenteichen genutzt. Sie ist vermutlich seit 1865 in Kultur. Es gibt einige Sorten.

## Belege